# لي جونغ هوا
لي جونغ هوا مواليد 20 يوليو 1963 في تونغيونغ، غيونغسانغ الجنوبية، كوريا الجنوبية، هو لاعب كرة قدم كوري جنوبي دولي سابق كان يلعب كمدافع. سبق له أن لعب في كأس العالم لكرة القدم مع منتخب بلاده.

## المسيرة الاحترافية

### أندية لعب لها
- نادي أولسان هيونداي
- نادي سونغنام

## روابط خارجية
- لي جونغ هوا على موقع الاتحاد الدولي (مؤرشف)  (الإنجليزية)
- لي جونغ هوا على موقع قاعدة بيانات كرة القدم.إي يو (الإنجليزية)
- لي جونغ هوا على موقع ناشيونال فوتبول تيمز (الإنجليزية)